# Johann Karl Gottlieb Ehrt
Johann Karl Gottlieb Ehrt, auch Johann Carl Gottlieb Ehrt (* 2. August 1837 in Obervogelgesang; † 10. April 1871 in Dresden), war ein deutscher Lehrer und Autor.

## Leben und Wirken
Ehrt stammte aus der Nähe von Pirna und besuchte seit Pfingsten 1852 die Kreuzschule in Dresden. Ab Ostern 1858 studierte er an der Universität Leipzig Theologie und Philologie. Nach erfolgter Promotion zum Dr. phil. wurde Ehrt im September 1862 Gymnasiallehrer an der Kreuzschule in Dresden. Bereits im Dezember 1862 übernahm er die Inspektion des Alumneums.

## Schriften (Auswahl)
- (mit anderen Übersetzern): Spurgeon’s Predigten. Aus dem Englischen. Hamburg, 1860.
- Ueber Bildung der Gymnasiasten. Schulrede nach den Sommerferien. Dresden, 1865.
- Versuch einer Darstellung der hebräischen Poesie nach Beschaffenheit ihrer Stoffe. Programm. Dresden, 1866.
- Abfassungszeit und Abschluß des Psalters, zur Prüfung der Frage nach Makkabäerpsalmen, historisch und kritisch untersucht. Deutsche Bearbeitung einer gekrönten Preisschrift. Leipzig, 1869.